# 章汝奎
章汝奎（？—？），清朝官員，直隸大興（今屬北京市）人。監生出身。

## 生平
章汝奎于乾隆五十五年（1790年）曾任臺灣府淡水廳竹塹巡檢兼司獄。嘉慶九年（1804年）二月任彰化縣南投縣丞。嘉慶十年（1805年）閏六月，以南投縣丞代理彰化縣知縣。嘉慶十三年（1808年）以南投縣丞署任淡水廳新莊縣丞一職。翌年，新莊縣丞裁撤，設立艋舺縣丞（即大台北地區）行政中心遷至艋舺之大加蚋中心，約相當於今萬華車站附近），而章汝奎則回任南投丞職。